# Wehretal
Wehretal est une municipalité allemande située dans le land de la Hesse et l'arrondissement de Werra-Meissner.